# Skepplanda BTK
Skepplanda BTK, Skepplanda Bordtennisklubb, är en idrottsförening i Skepplanda, bildad den 5 februari 1948. I slutet av 1950-talet startades fotbollsverksamhet.  
Föreningen bedriver numera fotboll och inomhusvarianten futsal, men har tidigare förutom i bordtennis även tävlat i ishockey och i handboll samt haft motionsverksamhet i gymnastik.
Herrhandbollslaget spelade i division 2 1982 och 1987-89. Handbollsverksamheten blev 2006 avskild från klubben. 
Skepplanda BTK var 1968 bland de första klubbarna i Sverige med damfotboll och är nu en av de två klubbar i Sverige som haft damfotboll i seriespel i över 50 år. Damfotbollslaget spelade 2015 i Division 1 och numera (2019) hör laget hemma i division 2. Herrfotbollen har huvudsakligen sedan 1979 spelat i division 4 men vid två tillfällen (1987-89 och 1995-96) fanns laget i division 3. Under åren 2008-2014 var serietillhörigheten division 5. Sedan 2017 har föreningen också ett fotbollslag för personer med funktionsvariation. 
Föreningen uppmärksammades i början av 2019 genom erhållandet av två utmärkelser. Västergötlands FF utsåg Skepplanda BTK till Årets landsbygdsförening och Ale kommun tilldelade föreningen priset Årets förening.

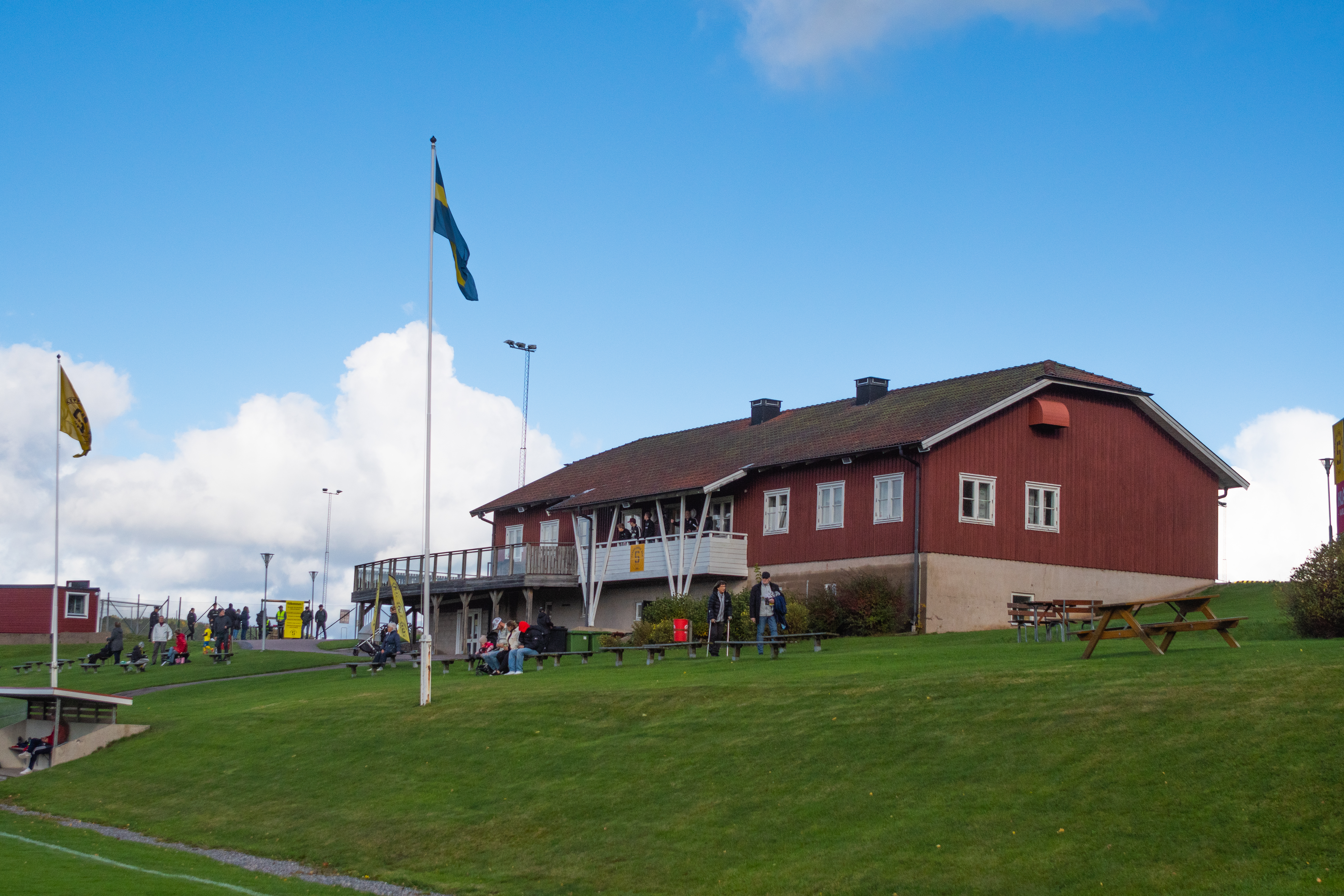
Klubbhuset på Forsvallen

Föreningen har sin verksamhet knuten till Forsvallen i Skepplanda, där föreningens klubbhus ligger.  Inomhusverksamheten har främst bedrivits i den kommunala Skepplandahallen och i Garnvindeskolan.

## Profiler

### Fotboll
- Peter "Erra" Eriksson

### Handboll
- Stefan Lövgren